# بيندكت ليونارد كالفرت
بيندكت ليونارد كالفرت (بالإنجليزية: Benedict Leonard Calvert)‏ هو سياسي أمريكي، ولد في 20 سبتمبر 1700 في سري في المملكة المتحدة، وتوفي في 1 يونيو 1732.